# Jacob Lienau

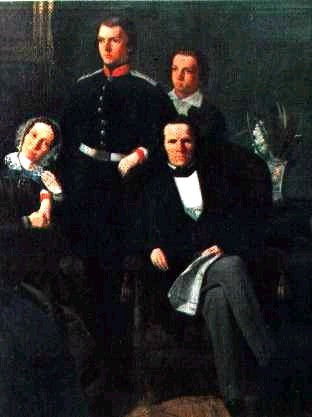
Jacob Lienau mit Frau und zwei Söhnen, Gemälde von Detlev Conrad Blunck, um 1850

Jacob Lienau (* 1798 in Uetersen; † 1884 in Neustadt in Holstein) war ein deutscher Kaufmann.

## Leben
Im Alter von 22 Jahren ging Jacob Lienau als junger Geschäftsmann nach Neustadt und eröffnete ein Kolonialwarengeschäft. Bald konnte er expandieren und wurde zum Getreide-Großhändler. Er erwarb sechs Handelsschiffe und kam zu so viel Reichtum, dass er sich ein repräsentatives Wohnhaus mit Park in Neustadt erbaute.
Neben seiner beruflichen Karriere engagierte sich Jacob Lienau sozial und kulturell. Auf seine Anregung hin wurde 1846 ein neuer Kirchturm als Wahrzeichen der Stadt errichtet. Zwischen 1844 und 1854 war er Kommandeur der Neustädter Schützengilde. Der Maler Detlev Conrad Blunck porträtierte Jacob Lienau und seine Familie um 1850.
Wegen seiner Leistungen und Verdienste wurde Jacob Lienau 1878 zum ersten Ehrenbürger Neustadts ernannt. Sein Lebenswerk für die Stadt würdigte man außerdem, indem man eine Schule in Neustadt nach ihm benannte. Durch Spenden der Familie Lienau wurde für die Jacob-Lienau-Schule ein Stiftungskonto eingerichtet. Die jährlichen Zinserträge stehen als Belohnung für gute Leistungen der Preisträger zur Verfügung.

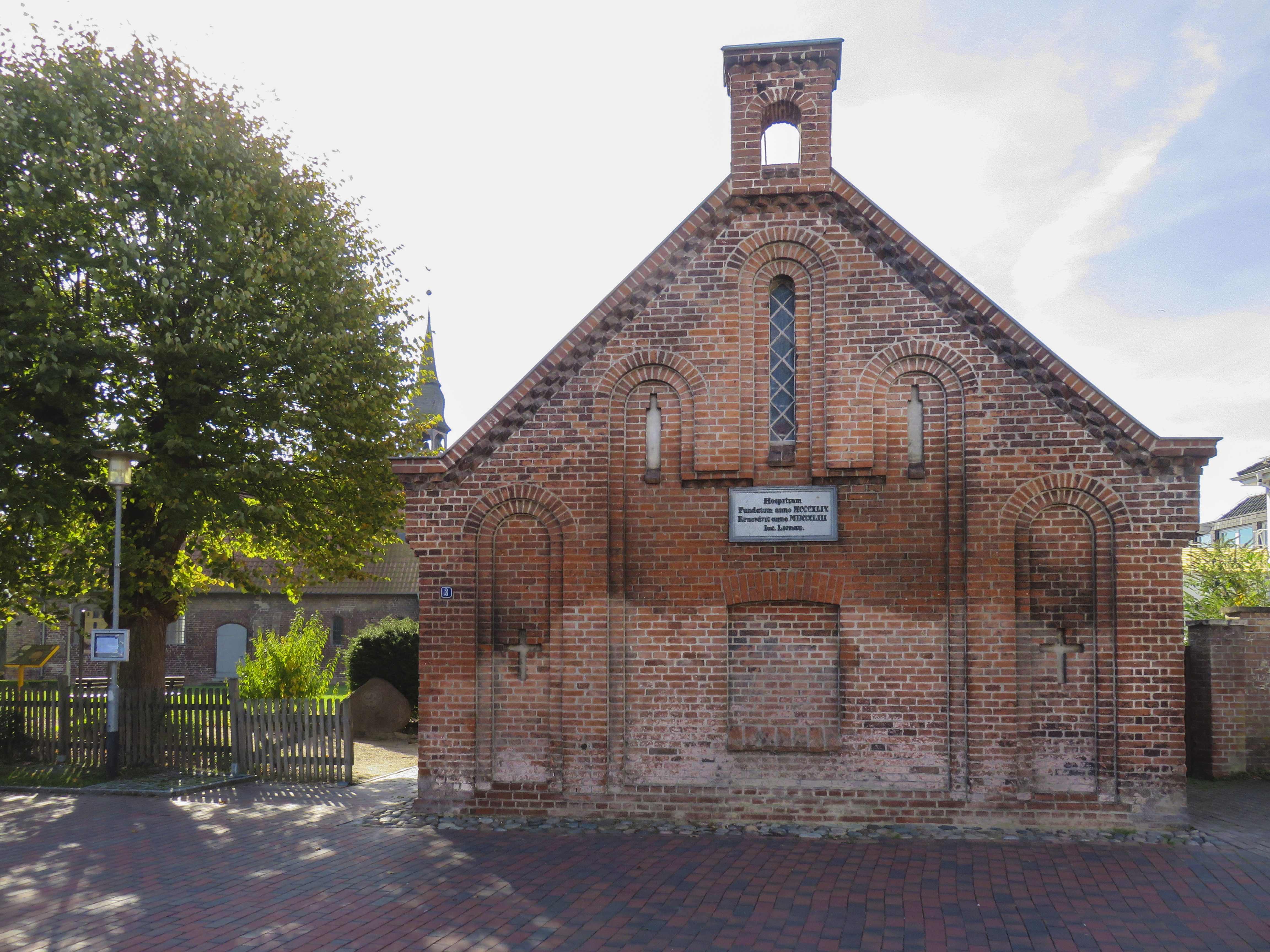
Hospital zum Heiligen Geist – Gebäudeinschrift

Jacob Lienau wird auch als Stifter des Wohngebäudes mit 21 Wohnungen von 1853 im Hospital zum Heiligen Geist in Neustadt genannt (Gebäudeinschrift).
Die Familie Lienau aus Uetersen ist weitverzweigt. Jacob Lienau hatte mit seiner Frau Robertine geb. Matthiesen zahlreiche Kinder. Darunter waren der Lübecker Kaufmann und Politiker Cay Dietrich Lienau und als sein sechstes Kind der Musikverleger Robert Emil Lienau.
Jacobs Cousins waren der bekannte Weinhändler Michael Lienau und der Architekt Detlef Lienau. Im Dritten Reich wurde die „Lienau-Sippe“ gegründet und „Sippentage“ in Uetersen und Oldesloe durchgeführt.